# HMS Martin (G44)
Pour les autres navires du même nom, voir HMS Martin.
Le HMS Martin est un destroyer de classe M construit pour la Royal Navy pendant la Seconde Guerre mondiale.
Sa quille est posée le 23 octobre 1939 au chantier naval Vickers-Armstrong à Newcastle-upon-Tyne, en Angleterre. Il est lancé le 12 décembre 1940 et mis en service le 4 avril 1942, sous le commandement du commander Charles Richard Powys Thomson.

## Historique
Après sa mise en service, le Martin rejoint la base de Scapa Flow pour des entraînements. Il est affecté à la 17e flottille de destroyers rattachée à la Home Fleet. Le 28 avril 1942, il quitte Scapa Flow pour Seidisfjord, en Islande, pour rejoindre la force de couverture formée pour protéger le convoi PQ 15. Le 1er mai 1942, il secourt en compagnie du Marne 169 survivants du Punjabi, coulé après une collision avec le cuirassé King George V. Il escorte ensuite le cuirassé lors de son transit vers Scapa Flow qu'il atteint le 5 mai 1942.
La mission suivante du Martin va consister à faire partie de l’escorte rapprochée du convoi PQ 16. Le convoi va être continuellement attaqué par les forces allemandes et le Martin va avoir des accrochages avec le sous-marin U-591 le 25 mai et le lendemain avec les U-209 et U-586 sans aucun résultat. Le convoi va perdre six navires et va arriver à Arkhangelsk entre le 29 mai et le 1er juin. Le destroyer rentre indépendamment à Scapa Flow le 9 juin 1942.
Il séjourne ensuite brièvement à Rosyth pour réparer quelques avaries avant de retourner à Scapa Flow. Il participe au désastreux convoi PQ 17, appareillant de sa base le 30 juin. En effet, il fait partie de l’écran de destroyers chargés d’escorter les unités de la Home Fleet chargées de couvrir le convoi. Il est de retour à Scapa Flow le 11 juillet. Il en repart le 15 pour Seidisfjord qu’il quitte le 20 pour rejoindre Kola, en compagnie des Marne, Middleton et Blankney chargés d’amener du ravitaillement et des munitions pour les navires du convoi de retour QP 14. Ils arrivent à Kola le 24 juillet et à Arkhangelsk le 28 juillet. Le Martin va y rester jusqu’au 14 août. Il regagne alors Kola en compagnie du croiseur américain USS Tuscaloosa. Le 24 août 1942, en compagnie des Marne et Onslaught, il appareille pour une effectuer une mission d’investigation le long des côtes norvégiennes du grand nord. Le 25 août 1942, ils interceptent le mouilleur de mines allemand Ulm dans le sud de l’île aux Ours. Celui-ci est coulé et 54 survivants sont recueillis. Le Martin arrive à Scapa Flow le 30 août et le jour même, il est victime d’une collision avec le Vidette.
Il appareille de Scapa Flow le 4 septembre pour l’Islande afin d’y rejoindre le convoi PQ 18 en cours de formation. Il rejoint le convoi en compagnie du croiseur Scylla et du porte-avions d'escorte Avenger au sud-ouest de l'île Jan Meyen le 9 septembre, formant la force "B". Ce convoi va subir de très nombreuses attaques sous-marines et aériennes, perdant 12 navires marchands mais en retour les Allemands vont perdre trois sous-marins et vingt-cinq avions. Le 16 septembre, il rejoint le convoi de retour QP 14 qui perdra trois navires marchands, le destroyer Somali, le dragueur de mines Hebe et un pétrolier d’escadre. Le Marne rejoint Scapa Flow le 27 septembre 1942 où il va rester un mois.
Le Martin est alors transféré à la Force H pour l’opération Torch. Il appareille de sa base navale le 30 octobre et arrive à Gibraltar le 5 novembre pour un ravitaillement, avant de rejoindre la force de couverture chargé de protéger les débarquements d’Alger et d'Oran des attaques des U-Boote allemands et la Flotte italienne. Dans la matinée du 10 novembre, il est torpillé par l'U-431 de Wilhelm Dommes au large des côtes nord-africaines, sous l’impact des torpilles il explose et coule rapidement à la position 37° 53′ N, 3° 57′ E. Seuls 4 officiers et 59 membres d’équipages seront secourus par le destroyer Quentin.